# ECASA
Die Empresa Cubana de Aeropuertos y Servicios Aeronáuticos SA (ECASA)  ist ein staatliches kubanisches Unternehmen, welches 22 Flughäfen in Kuba betreibt.
Weitere Zuständigkeiten der ECASA umfassen Flugsicherheit und Flugverkehrskontrolle.

## Betriebene Flughäfen u. a.
- Aeropuerto Nacional Gustavo Rizo in Baracoa
- Aeropuerto Carlos Manuel de Céspedes in Bayamo
- Aeropuerto Internacional Ignacio Agramonte in Camagüey
- Aeropuerto Internacional Jardines del Rey auf Cayo Coco
- Internacional Vilo Acuña auf Cayo Largo del Sur
- Aeropuerto Mariana Grajales in Guantánamo
- Aeropuerto Internacional José Martí in Havanna
- Aeropuerto Internacional Frank País García in Holguín
- Aeropuerto Hermanos Ameijeiras in Las Tunas
- Aeropuerto Internacional Sierra Maestra in Manzanillo
- Aeropuerto Internacional Abel Santamaría in Santa Clara
- Aeropuerto Internacional Antonio Maceo in Santiago de Cuba